# Adolf Haller
Adolf Haller (* 15. Oktober 1897 in Muhen; † 21. September 1970 in Luzern, reformiert, heimatberechtigt in Gontenschwil, ab 1967 auch in Turgi) war ein Schweizer Schriftsteller.

## Leben
Adolf Haller wurde am 15. Oktober 1897 als Sohn des Bäckers Rudolf Haller in Muhen geboren. Nach der Ausbildung im Lehrerseminar Wettingen studierte er Sprachen, Geschichte und Geografie an den Universitäten Zürich, Bern und Genf. In der Folge war er von 1920 bis 1960 als Bezirksschullehrer in Turgi, ab 1934 auch als Schulinspektor im Bezirk Baden, tätig. Adolf Haller, der 1923 Hermine, die Tochter des Christian Siegenthaler, heiratete, verstarb am 21. September 1970 knapp vor Vollendung seines 73. Lebensjahres in Luzern.

## Wirken
Als Schriftsteller verfasste Adolf Haller mehrere biographische Darstellungen, unter anderem zu Heinrich Pestalozzi, Albrecht von Haller, Winston Churchill und
John F. Kennedy, Spiele für das Schultheater und Jugendbücher. Zudem machte er sich als Herausgeber der Werke Pestalozzis, 1946 erschienen unter dem Titel Heinrich Pestalozzis lebendiges Werk in vier Bänden, einen Namen.
Auch ist er der Verfasser des Gedichts «Land der Ströme», in welchem sein Geburtsort, der Kanton Aargau, feierlich besungen wird. Das Gedicht fand 1957 Aufnahme in dem Buch Aus Welt und Heimat (Lesebuch für das fünfte Schuljahr), das bis in die 1970er Jahre hinein an den aargauischen Primarschulen Verwendung fand.

## Werke (Auswahl)
- Begegnung in Hallwil. Ein Spiel um Pestalozzi. Aarau: Sauerländer 1937.
- Heini von Uri. Erzählung für die Jugend aus der Zeit des Sempacherkrieges. Aarau: Sauerländer 1942.
- Der verzehrende Brand. Eine Geschichte von Schuld und Sühne. Aarau: Sauerländer 1948.

## Ehrungen
- 1947 und 1967: Schweizer Jugendbuchpreis.